# Дейности на екстериториални организации и служби
Дейности на екстериториални организации и служби е един от 20-те основни отрасли на икономиката в Статистическата класификация на икономическите дейности за Европейската общност.
Секторът обхваща стопанската дейност, извършвана от организации с екстериториален статус, като чужди дипломатически мисии, Организацията на обединените нации, Международният валутен фонд, Световната банка, Европейският съюз.